# 中国新诗流派
中国新诗流派是20世纪1940年代在上海出版的《中国新诗》等刊物上发表作品的诗人群，因此该诗派被称为中国新诗流派。
中国新诗流派的作品注重诗歌的现实意义和艺术价值，追求灵感和对理性的领悟，代表诗人有穆旦、辛笛、曹辛之、唐祈、唐湜、杜运燮、陈敬容、郑敏、杭约赫、袁可嘉等。
其中曹辛之、辛笛、陈敬容、郑敏、唐祈、唐湜、杜运燮、穆旦和袁可嘉等九人出版了作品合辑《九叶集》，他们也被称为九叶诗派。严格地说，九叶诗派是属于中国新诗流派的组成部分。

## 相关连接
- 现代诗歌历史（页面存档备份，存于）
- 中国现代诗歌大全（页面存档备份，存于）